# Fredrik Engman
Fredrik Engman (ur. 9 stycznia 1994) – szwedzki żużlowiec.

## Kariera sportowa
Brązowy medalista indywidualnych mistrzostw Szwecji młodzików (2010). Trzykrotny złoty medalista młodzieżowych indywidualnych mistrzostw Szwecji (Vetlanda 2013, Nyköping 2014, Hallstavik 2015). Złoty medalista drużynowych mistrzostw Szwecji (2013 – w barwach klubu Piraterna Motala).
Uczestnik turnieju o Grand Prix Skandynawii 2013 w Sztokholmie – jako zawodnik rezerwowy (XII miejsce); w klasyfikacji końcowej cyklu Grand Prix 2013 zajął XXVI miejsce. Finalista indywidualnych mistrzostw Europy juniorów (Güstrow 2013 – XII miejsce). Finalista indywidualnych mistrzostw świata juniorów (2014).